# Basta para mí
Basta para mi fue un programa de entretenimientos trasmitido por ATC en el año 1990. En el programa también se presentaban números musicales y sketches humorísticos. El ciclo estaba conducido por Hugo Sofovich y Alicia Gorbato, la producción ejecutiva era de Pepe Parada. El elenco de actores y actrices que participaron en los sketches humorísticos estaba integrado por Beatriz Salomón, César Bertrand, Guillermo Brizuela Méndez, Enrique Liporace, Esteban Mellino, Marcela Ortíz, Jorge Sassi, Roberto Catarineu, Graciela Cohen, Patricia Rozas, Carina Gigena y Elizabeth Yelin.

## Sinopsis
Programa de entretenimientos conducido por Hugo Sofovich y Alicia Gorbato. Se presentan números musicales y sketches humorísticos.

## Autoría
- Hugo Sofovich

## Conducción
- Alicia Gorbato
- Hugo Sofovich

## Elenco
- Beatriz Salomón
- César Bertrand
- Guillermo Brizuela Méndez
- Roberto Catarineu
- Graciela Cohen
- Carina Gigena
- Enrique Liporace
- Esteban Mellino
- Marcela Ortíz
- Patricia Rozas
- Jorge Sassi
- Elizabeth Yelin

## Producción ejecutiva
- Hernán Abrahamson

## Producción general
- Pepe Parada

- Datos: Q17622572